# Дрвене цркве пољских и украјинских Карпата
Цркве брвнаре Карпатског региона Пољске и Украјине су група историјски вредних јединствених цркава брвнара које су 21. јуна 2013. године уврштене на Унескову листу светске баштине на 37. заседању Комитета за светску баштину Унеска одржаном у Камбоџи. Владе Пољске и Украјине поднјеле су . године иницијативу за увршћење барем 16 цркава у Унесков списак.
Ову скупину чини 16 православних и грчко-католичких цркава које су уписане на УНЕСКО-ов попис мјеста свјетске баштине у Европи, а од којих се 8 налази у пољским војводствима: Малопољском и Поткарпатском војводству, те 8 у украјинским покрајинама: Лавовској и Ивано-Франковској области.
У објашњењу је наведено
грађене од хоризонталних дрвених брвана између 16. и 19. вијека од стране заједница православне и гркокатоличке вјероисповести. Црква сведочи о посебној грађевинској традицији укорењеној у православном црквеном дизајну протканом елементима локалне традиције и симболичким референцама на космогонију њихових заједница. — Центар за свјетску баштину

## Опис локација

### Пољска

#### Црква Свете Параскеве у Радружу, Пољска
Црква Свете Параскеве у Радружу, Пољска је најстарија и најбоље сачувана православна црква у Пољској има изворне вишобојне украсе и иконостас из 1648. год. Вјеројатно ју је основао министар и градоначелник Jan Płaza Lubaczowski (умро 1599.), а у немирном 17. вијеку је затворена обрамбеним зидом земљаних бастиона. Има тродијелни тлоцрт у којему средишњи брод има узвишени строп изнад којега се уздиже квадратична купола с лантерном прекривена шиндром. Нижи кор има вањску галерију за жене (бабинец) и двосливне кровове. Данас је музеј. Процјењује се да је изграђена прије 1599. године.
| Слика | Црква                                     | Локација                | Координате                                            |
| ----- | ----------------------------------------- | ----------------------- | ----------------------------------------------------- |
|       | Црква Свете Параскеве у Радружу, Украјина | Војводство поткарпатско | 50° 06′ 13″ С; 23° 02′ 00″ И / 50.1035° С; 23.0334° И |